# 방일영문화재단
방일영문화재단은 언론과 사회의 선진화에 기여할 언론․교육․문화사업을 목적으로 1993년 11월 29일 설립된 문화체육관광부 소관의 재단법인이다. 사무실은 서울특별시 중구 태평로1가 61에 있다.

## 주요 사업
- 언론인 연수 및 장학금 지급
- 언론 및 문화진흥 위한 연구․저술․행사 등의 지원
- 방일영국악상 제정 시상

## 역대이사장
- 윤주영(재임기간 1993~2004)
- 안병훈(재임기간 2005~2006)
- 조연흥(재임기간 2007~현재)

## 같이 보기
- 방일영
- 방우영
- 방상훈
- 윤주영
- 안병훈